# Alsàcia-Lorena
Alsàcia-Lorena (francès: Alsace-Lorraine; alemany: Elsaß-Lothringen) fou un territori de l'imperi Alemany format per la regió d'Alsàcia i el departament de Mosel·la (Lorena), arrabassats a França el 1871 arran de la Guerra francoprussiana. Tenia 14.513 kilòmetres quadrats i la capital era Estrasburg. Actualment i des del Tractat de pau de Versalles de 1919, forma part de França.

## Administració
Era dividida en tres bezirke (Oberelsass, Niederelsass i Lothringen), subdividits en kreise (cercles). Hi havia un oberpraësident (president superior) a Estrasburg i un kreisdirektor a cada cercle. Un statthalter s'encarregava de l'alta administració del territori i disposava de poders especials (podia expulsar persones, prohibir reunions, dissoldre associacions i confiscar diaris). Tenia dos consellers adjunts renovables cada tres anys i escollits per la població. El poder legislatiu el tenia la Delegation, de 34 a 58 membres, i el Consell d'Estat, de 12 a 16 membres, el poder executiu, escollits per l'emperador. Fou nomenat com a primer governador Eduard von Moller.
L'alemany va ser declarat única llengua oficial a la Universitat d'Estrasburg des del 1872. Durant el període 1871-1872 uns 128.000 alsacians s'exiliaren cap a França, sobretot els burgesos annexionistes profrancesos i aquells que s'oposaven al servei militar obligatori imposat pels alemanys. I uns 150.032 més (el 10% de la població) escolliren mantenir la ciutadania francesa i quedar-se.

## Llengua i religió (1900)
Idiomes materns:
- Alemany: 1.492.347 (86,8%)
- Altres llengües: 219.638 (12,8%)
  - Francès: 198.318 (11,5%)
  - Italià: 18.750 (1,1%)
  - Polonès: 1.410 (0,1%)
- Alemany i altres llengües: 7.485 (0,4%)

Confessions religioses:
- Catòlics: 762.200
- Evangèlics: 217.800
- Altres confessions cristianes: 2.100
- Jueus: 16.300
- Altres religions: 1.200

## Evolució política
El primer d'octubre del 1872 el territori alsacià fou declarat Reichland, és a dir, territori imperial però que no tenia estatut d'estat, amb menys drets i suportant els interessos annexionistes prussians, una mena d'estatut quasi colonial denunciat sovint pels protestacionistes. El 1874 es creà una Comissió Nacional amb estatut consultatiu, que el 1877 obtindrà competències legislatives. També enviaven 15 diputats al Reichstag alemany.
El 1874 obtingueren una dieta regional, Elsass-Lothringen Landesausschuss, de 58 membres (34 dels consells provincials de les tres províncies, 20 pels delegats de districte i 4 per les ciutats de Colmar, Metz, Estrasburg i Mulhouse). A les eleccions pel Reichstag foren escollits els capellans protestataris Guerber, Simonis, Landelin Winterer, Soehnlin, Raess i Philippi. Des del 1879 podien votar lleis i els pressupostos locals. Auguste Schneegans, des del seu diari Elsässer Journal, va intentar una "via autonomista" dins l'imperi Alemany.
El 1881 es crearia la Société générale alsacienne de banque, que organitzarà els crèdits per a obres d'infraestructura. I el 1888, tot i que Bismarck els imposà el passaport per entrar a la resta d'Alemanya, s'introduí el codi alemany del treball i de professions, mercè els quals s'autoritza la creació dels sindicats. També i a poc a poc s'anirien beneficiant d'una legislació social sense precedents que regulava les proteccions per malaltia (1883), accidents de treball i vellesa (1885).
En començar el segle XX els alemanys abandonaren la política de repressió i ocupació, de manera que Alsàcia-Lorena comença a ser considerada com un Land més, i se'n promou la integració econòmica. Alhora, s'enfortirien les tendències autonomistes. En aquest sentit, el 1902 David Blumenthal (1860-1930) de Thann fundaria l'Elsass-Lothringen Demokratisches Partei, que reclama l'ensenyament en francès i és partidari d'integrar-se a França. Aquell mateix any les autoritats imperials acordaren la suspensió dels poders especials del statthalter.
Del 1903 al 1907 la lluita es polititzà, amb unes masses sensibles a l'esperit satíric antialemany de la premsa local, que provocarien incidents populars a Wissembourg (manifestacions en honor dels francesos caiguts a Alsàcia), Schirmeck, Graffenstaden i Saverne. El 1904 el Partit Catòlic demanà al Reichstag que Alsàcia gaudís dels mateixos drets que els altres estats alemanys, però no n'obtingué resposta.
El 1911 Alsàcia-Lorena esdevingué Reichstaat (Estat de l'Imperi), encara que només 4 dels 15 diputats alsacians al Reichstag votaren a favor. Així obtindria un Landtag de 60 membres escollits per sufragi universal, i una Cambra Senatorial amb uns 23 membres escollits per les corporacions, i uns 18 més escollits per l'emperador. Tindria competències plenes legislatives i pressupostàries en matèria de funcionariat, policia, escola, impostos, religió i afers públics, però no tenia sobirania en drets civils i criminals, marina, exteriors, exèrcit i tractats comercials. A les eleccions del 1911 els escons foren repartits: 25 catòlics, 11 socialistes, 10 liberals, 10 del Bloc Lorenés i 4 independents. Els profrancesos de la Unió Nacional (Blumenthal, Preiss, Largel) només obtingueren el 2,1% a Alsàcia i el 7,7% a Lorena.
El 7 d'agost del 1914 l'oficial francès Bonneau ocupa Mulhose i Thann, on el mariscal Josep Joffre va fer una proclama profrancesa als ciutadans i els prometé autonomia i respecte a la particularitat alsaciana, però els alemanys van fer recular les tropes franceses de tot el país llevat de la vila de Thann; el 16 ocuparen Gegwiller, Cernay i Dannemarie, el 18 la vall de Münster i el 19 Altkirch i Mulhausen Però els alemanys les reconqueriren entre el 20 i el 28 d'agost. El front s'estabilitzà davant els Vosgues durant tot el 1915, i els francesos aprofitaren l'avinantesa per crear un cos especial militar alsacià, mentre es produïen combats de posició a Steinbach, Viel-Armand (on es produïren 60.000 morts), Hartmannswillerkopf, Linge (30.000 morts) i Metzeral. Pel setembre del 1914, endemés, 3.200 habitants de St Amarin i Masevaux, 559 de Dannemarie i 4.200 d'altres localitats foren deportats a camps de concentració francesos, així com uns 15.000 alsacians que es trobaven a França en començar la guerra. La vall de Münster fou totalment evacuada.
Durant els anys de la guerra, els alemanys es comportaren com a veritables tropes d'ocupació, sembraren el terror en el país i cometeren actes d'autèntica barbàrie, com l'afusellament el 1916 del nen David Bloch a Guebwiller. Durant tota la guerra foren mobilitzats 250.000 alsacians, dels quals 30.000 moriren, majoritàriament al front rús, i uns 20.000 foren fets presoners. Per altra banda, uns altres 17.650 lluitaren en el bàndol francès, i uns 3.400 civils foren detinguts i internats. Fins i tot Albert Schweitzer i la seva esposa són internats a Garaison i Saint-Rémy-de-Provence.

### Resultats de les eleccions al Reichstag 1874-1912
| Aut | 15 |

| Aut | 15 |

| Aut | 15 |

| Aut | 15 |

| Aut | 15 |

| Aut | 15 |

| K   | 1  |
| Aut | 10 |
| R   | 1  |
| N   | 2  |
| S   | 1  |

| K   | 3 |
| Aut | 8 |
| R   | 1 |
| S   | 2 |
| FVg | 1 |

| K   | 1  |
| Aut | 10 |
| R   | 2  |
| S   | 1  |
| FVg | 1  |

| K   | 1 |
| Aut | 9 |
| R   | 1 |
| N   | 1 |
| FVg | 1 |
| Vp  | 1 |
| U   | 1 |

| R   | 1 |
| Aut | 7 |
| Z   | 5 |
| S   | 2 |

| FVg | 1 |
| Aut | 9 |
| S   | 5 |

## Governadors d'Alsàcia-Lorena (statthalter)
- Eduard von Moeller (1874-1879)
- Edwin von Manteuffel (1879-1885)
- Chlodwig Fürst zu Hohenlohe-Schillingsfürst (1885-1894)
- Hermann Fürst von Hohenlohe-Langenburg (1894 - 1907)
- Karl Graf von Wedel (1907-1914)
- Nikolaus Michael Louis Hans von Dallwitz (1914-1918)
- Rudolf Schwander (1918)

### Publicacions
- Linda Herrick & Wendy Uncapher, Alsace-Lorraine Atlantic Bridge to Germany, Origins, Janesville, WI, 2003.